# Chambre de commerce et d'industrie de Castres-Mazamet
La chambre de commerce et d’industrie de Castres-Mazamet était, de 2003 à 2009, l’une des deux chambres de commerce et d’industrie du département du Tarn. Son siège était situé à Castres et elle disposait d’une antenne consulaire à Mazamet.

## Missions
Comme toutes les CCI, elle était placée sous la double tutelle du Ministère de l'Industrie et du Ministère des PME, du Commerce et de l'Artisanat.

### Gestion d’équipements
- Aéroport de Castres-Mazamet ;
- Palais des congrès de Castres ;
- Gare routière de Castres ;
- Espace Grand Balcon ;
- Condition publique des matières plastiques à Aussillon.

## Historique
- 2003 : fusion de la CCI de Castres avec la CCI de Mazamet.
- 29 octobre 2007 : approbation par l’Assemblée générale de la fusion avec la chambre de commerce et d'industrie d'Albi - Carmaux - Gaillac pour former la chambre de commerce et d’industrie du Tarn.
- 19 mars 2009 : Décret no 2009-308 sur la fusion de la chambre avec celle d'Albi pour former la chambre de commerce et d'industrie du Tarn.

## Pour approfondir